# 미쿠니역 (오사카부)
미쿠니역(일본어: 三国駅, みくにえき)은 일본 오사카부 오사카시 요도가와구에 있는 한큐 전철 다카라즈카 본선의 역이다. 역 번호는 HK-41이다.

## 역사
개업 시에는 현 역사의 동쪽에 상대식 승강장 2면 2선의 지상역으로 존재했었고, 구역사에서 역 북쪽의 간자키 강 교량까지 30km/h 제한인 급커브 구간이었다. 게다가, 제한 해제 위치가 플랫폼에 들어간 곳에 위치한 역 북단에 있는 개찰구에 최대한으로의 접근 때문에 승강장 뒤쪽 방향(북쪽)에 정차하는 우메다 방면(남쪽) 행 보통과 준급은 역을 발차할 때 30km/h까지 가속하면 일단 가속을 멈추고, 제한 구간을 벗어난 뒤에는 가속과 운전 조작이 필요했다. 이 운전 조작은 역 정차 시의 정지 위치를 우메다 방향(남쪽)으로 이동시킴으로써 해소되었지만 1990년대에 곡선 개량을 겸한 고가화 공사를 실시, 역사를 현재의 장소로 완전 이전시킴으로써 속도 제한 자체를 해소하였다. 고가화 이후에는 최고 속도(당초는 90km/h, 후에 100km/h로 향상)에서 통과하게 되고 후에 다이아 개정이 실시되었다.
- 1910년 3월 10일: 미노오아리마 전기궤도의 다카라즈카 본선 개통과 동시에 영업 개시.
- 1998년 7월 20일: 하행선만 고가선으로 전환. 신역사 공용 개시.
- 2000년 3월 20일: 상행선도 고가선으로 전환.
- 2003년 4월 1일: 역에 직결되는 역 빌딩 "Viewl 한큐 미쿠니" 개업.
- 2009년: 역 동쪽 출입구에 로터리 완성, 역전 재개발 종료.
- 2013년 12월 21일: 역 번호 도입.

## 역 구조
섬식 승강장 1면 2선의 고가역이다. 분기기, 절대 신호가 없어 정류장으로 분류된다. 승강장은 3층에 있다. 개찰구와 대합실은 2층에 있고, 역 건물 "Viewl 한큐 미쿠니"와 개찰 외로 직결된다.

### 승강장
| 번호 | 노선              | 방향 | 행선                                                                        |
| ---- | ----------------- | ---- | --------------------------------------------------------------------------- |
| 1    | ■ 다카라즈카 본선 | 하행 | 다카라즈카・히바리가오카하나야시키・가와니시노세구치・이시바시・미노오 방면 |
| 2    | ■ 다카라즈카 본선 | 상행 | 오사카 (우메다)・고베・교토・기타센리 방면                                  |

## 역 주변
역 북쪽으로는 간자키 강이 흐르고 있으며 강 앞은 오사카 시 요도가와 구에 있지만 강을 넘어가면 도요나카시이다. 동쪽으로는 "산티 후루 미쿠니"로 불리는 상점가가 있다. 주변 지역은 2009년까지 구획 정리와 재개발이 시행되면서 역 동쪽 출입구는 로터리가 완성되어 서쪽 출입구에는 고층 아파트가 즐비하게 되어 역 주변은 크게 변모했다.
- Viewl 한큐 미쿠니
  - 프레스코 미쿠니점(1층)
  - Coo'sConservo 한큐 미쿠니점
  - 세가미 약국 한큐 미쿠니점
  - 메디컬 센터(3층, 4층) - 내과・안과・피부과・이비인후과・안과・성형외과・산부인과의 각 진료소가 입주.
- 오사카 지방 법원 집행부・사무국 출납 제2과
- 오사카 문화 복장 학원
- 요도가와 구 의사회 간호 전문학교
- 오사카 시립 미쿠니 중학교
- 오사카 시립 미쿠니 초등학교
- 오사카 시립 미야하라 초등학교
- 오사카 시립 니타카 초등학교
- 오사카 미쿠니초 우체국
- 오사카 미쿠니혼초 우체국
- 요도가와 니시미쿠니니 우편국
- 요도가와 니타카 우체국
- 히가시요도가와 병원
- 기타오사카 병원
- 에디온 미쿠니점
- 아르고 세븐
- 에디옹 도요나카점
- 로손

## 사진

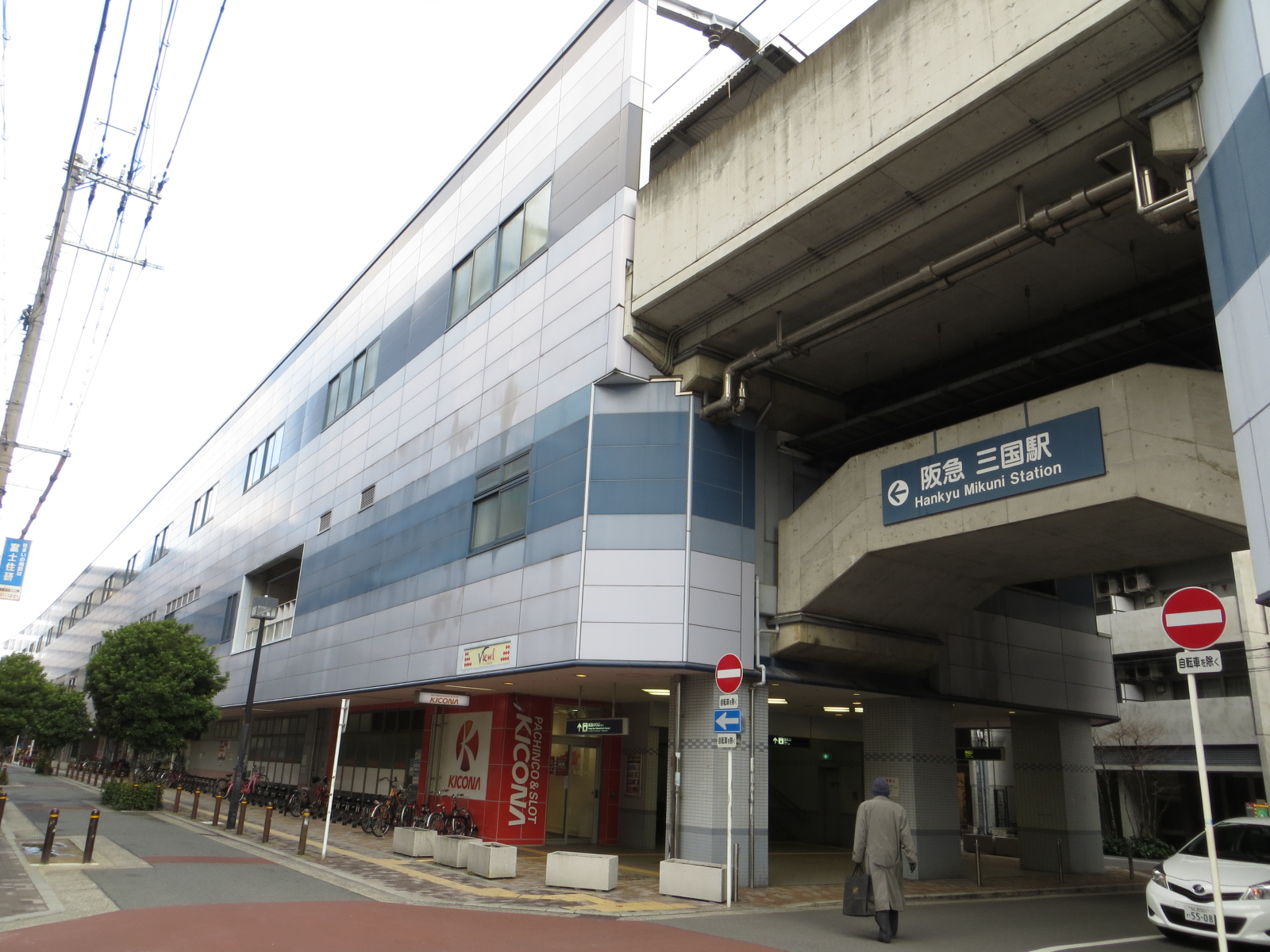
남쪽 출입구
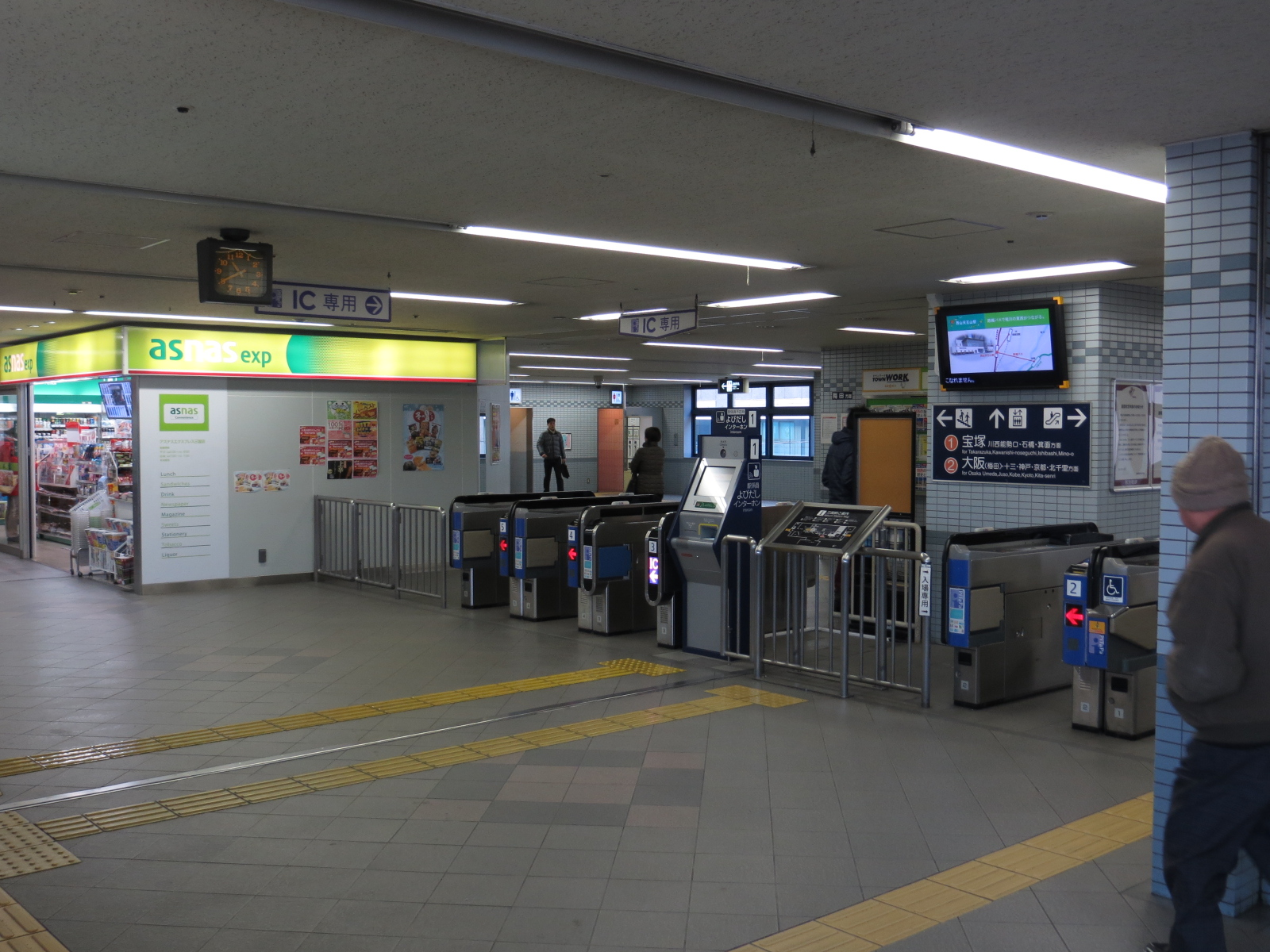
개찰구
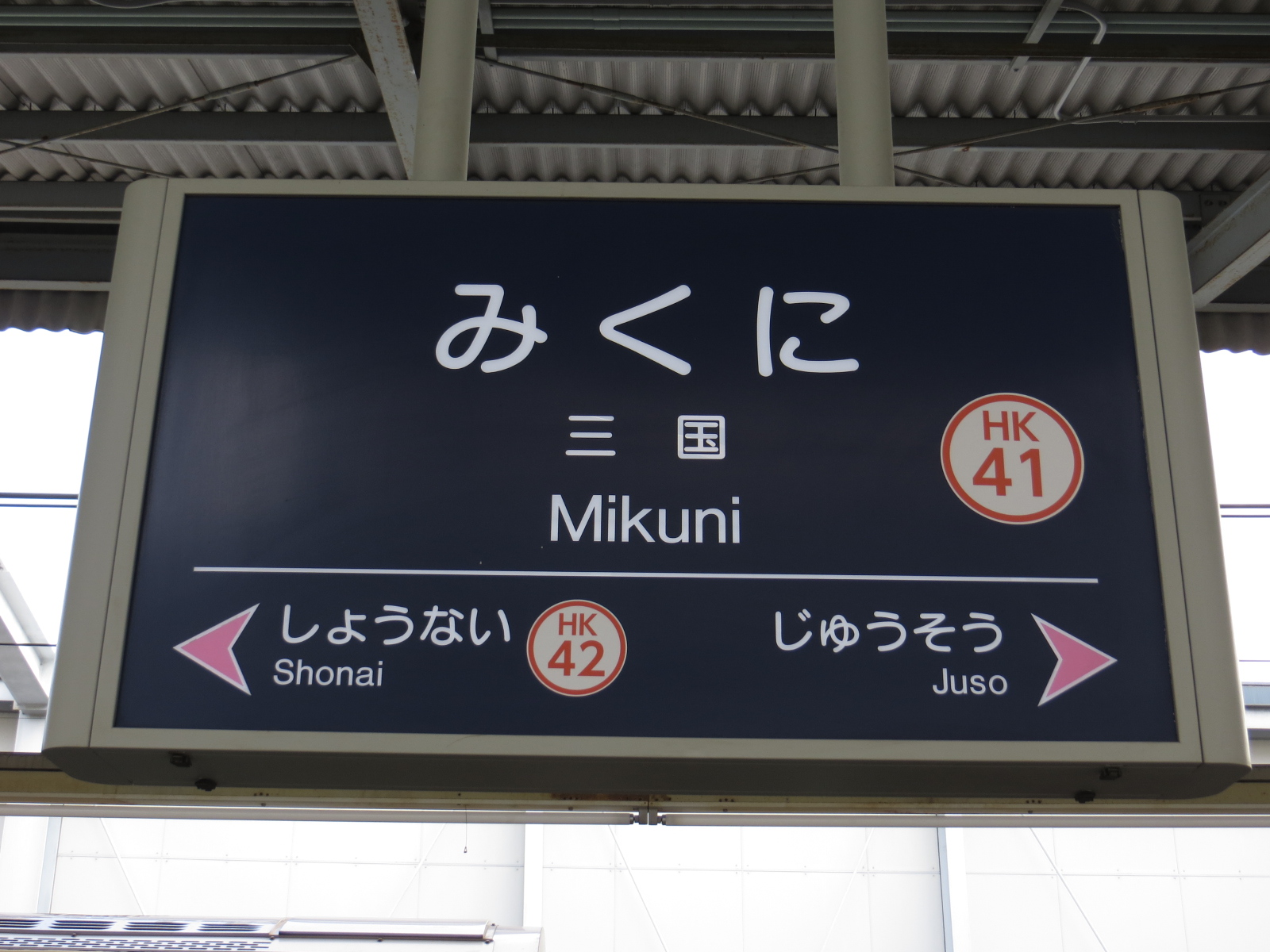
역명판

## 인접역
| 한큐 전철 ■ 다카라즈카 본선 | 한큐 전철 ■ 다카라즈카 본선 | 한큐 전철 ■ 다카라즈카 본선          |
| --------------------------- | --------------------------- | ------------------------------------ |
| HK-03 주소 우메다 방면      | ■ 보통                      | 쇼나이 HK-42 다카라즈카・미노오 방면 |